# インガソール・ランド
インガソール・ランド（英語：Ingersoll Rand Inc.）は、空圧工具や流体機械など産業向け機械を提供する多国籍企業である。2020年2月、Ingersoll-Rand Plc（現トレイン・テクノロジーズ）の産業部門と空圧工具を専業とするガードナー・デンバー・ホールディングス（Gardner Denver Holdings Inc）との合併により設立された。製品は世界の主要市場において40以上のブランド名で販売が行われている。
アメリカ合衆国、ノースカロライナ州デビッドソンに本社を置くインガソール・ランドは、インダストリアル・テクノロジー&サービス部門とプレシジョン・アンド・サイエンス・テクノロジーズ部門の主に2つのセグメントによって構成されている。

## 歴史

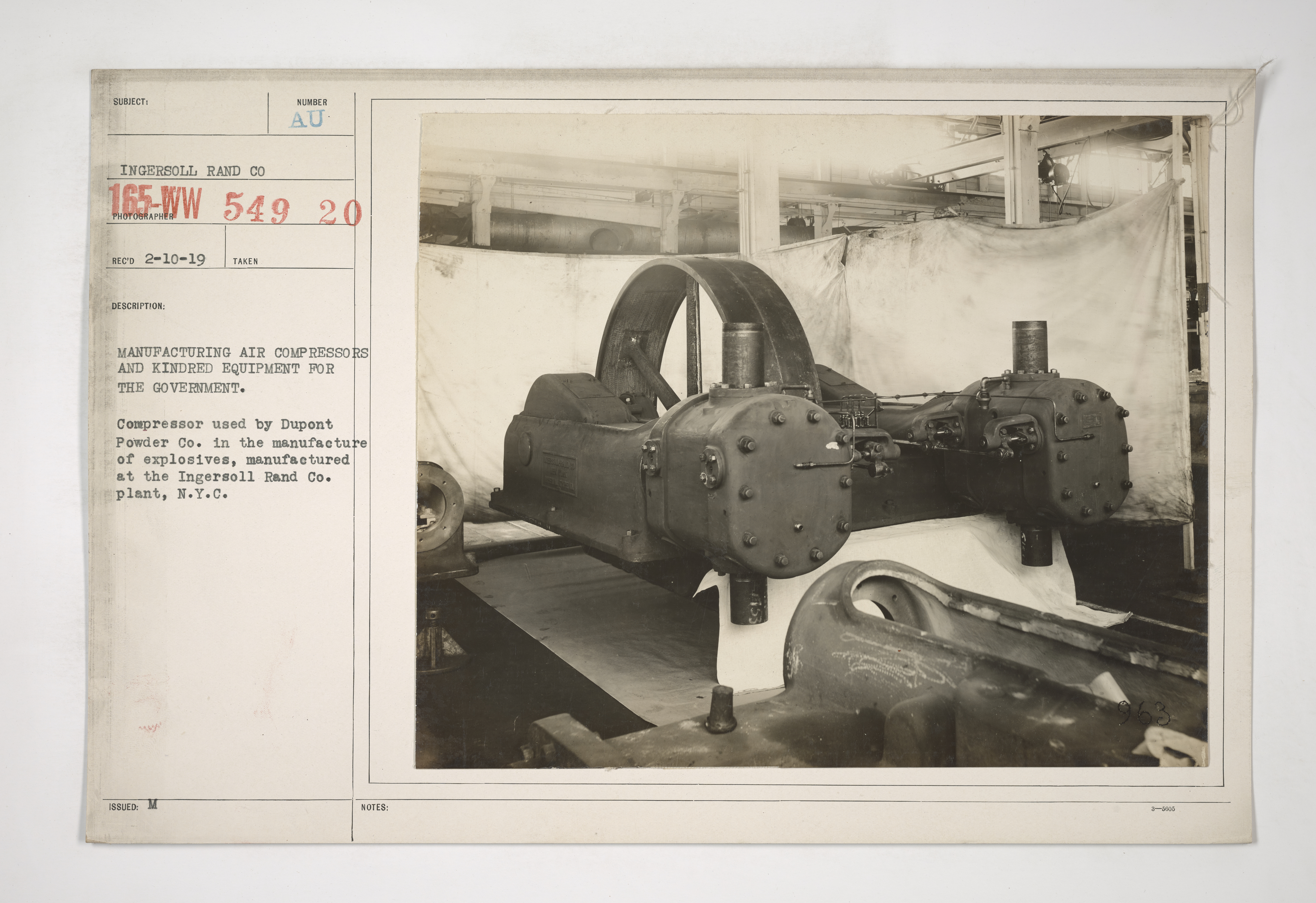
1917年に撮影されたインガソール製エアーコンプレッサー

1871年、サイモン・インガソールは、インガソール・ロックドリル社をニューヨークに創立する。1888年にサージェント・ドリル社（Sergeant Drill）と合併し、インガソール・サージェント・ドリル・カンパニーが設立された。
1871年、アディソン・ランドとジャスパー・ランド・ジュニア兄弟によってランド・ドリル・カンパニーが創立し、ニューヨーク州のタリータウンに製造工場が建設された。ランド・ドリル社によって開発された削岩機は、イーストリバーにある潮の流れが頻繁に変化する一衣帯水域（潮汐海峡）にあるヘルゲートに架かるヘルゲート橋の建設や、ニューヨーク市とワシントンDCを繋ぐ水路橋、ニューヨーク州のハベストローとウェストポイント、ニュージャージー州のウィーホーケンを繋ぐトンネル建設工事に使用された。
1905年、インガソール・サージェント・ドリル・カンパニーとランド・ドリル・カンパニーが合併しインガソール・ランドが設立された。

## ガードナー・デンバー
ロバート・ガードナーは、1859年にイリノイ州クインシーにガードナー・ガバナ・カンパニーを設立し、蒸気機関用途としては初となる速度制御機械「ガバナー」を導入する。遠心調速機（フライボール・ガバナー）として知られるこの発明は、後にエアーコンプレッサーなど他の工業製品の開発に多大な貢献をしており、1800年代後半にはアメリカとカナダで15万台以上のガバナーが販売されている。
ガードナー・ガバナ・カンパニーは1927年、デンバー・ロック・ドリル・カンパニーと合併し、ガードナー・デンバーへと名称が変更された。ガードナー・デンバーは1900年代前半に成長し、その後の買収によって変貌を遂げており、1943年にはニューヨーク証券取引所に上場を果たしている。
1979年、ガードナー・デンバーは、アメリカの大手電機メーカーであるクーパー・インダストリーズによって買収される。クーパー社は1994年にガードナー・デンバーの産業機械部門を独立させる。ガードナー・デンバーは、2013年にプライベート・エクイティ・ファンド企業であるコールバーグ・クラビス・ロバーツに買収されるが、2017年に新規公開株式（IPO）を介し所有者へと復帰している。

### ガードナー・デンバーとの合併
2019年4月、Ingersoll-Rand Plcとガードナー・デンバー・ホールディングスは、インガソール・ランドの産業部門を切り離し、租税回避措置としてリバース・モリス・トラスト取引でガードナー・デンバーと合併する合意を共同で発表し、2020年2月29日に完了した。